# المعيان (يهر)

تعديل مصدري - تعديل

المعيان هي إحدى قرى عزلة يهر بمديرية يهر التابعة لمحافظة لحج، بلغ تعداد سكانها 3 نسمة حسب تعداد اليمن لعام 2004.